# チーム・パニッシュメント
チーム・パニッシュメント（Team Punishment）は、アメリカ合衆国の総合格闘技チーム。カリフォルニア州ハンティントンビーチに所在。

## 概要
ティト・オーティズが1999年に設立した。

## 主な所属選手
- ティト・オーティズ（UFC世界ライトヘビー級王者）
- カイ・ハンセン

## 元所属選手
- チャック・リデル（UFC世界ライトヘビー級王者）
- クイントン・"ランペイジ"・ジャクソン（UFC世界ライトヘビー級王者）
- リコ・ロドリゲス（UFC世界ヘビー級王者）
- クリスチャン・サイボーグ（UFC世界女子フェザー級王者）
- ジェイソン・ミラー
- フィル・バローニ
- メルヴィン・ギラード
- マット・ハミル
- ケンドール・グローブ